# 第二次世界大戰地中海、中東及非洲戰場
第二次世界大战地中海、中东及非洲战场是二战期间的一个主要战区。地中海和中东战区幅员辽阔，海上、陆地和空中的战役相互关联，争夺地中海、北非、东非、中东和南欧的控制权。战斗从1940年6月10日意大利加入轴心国参战一直持续到1945年5月2日意大利境内的所有轴心国部队投降。但希腊内战仍在继续，英军被派往希腊援助希腊政府。
英国称该战区为地中海和中东战区（由作战地点和中东司令部的名称得名），美国称其为地中海战区，德国的非正式官方称为1939年至1941年的地中海、东南欧和北非。尽管战区规模很大，但各种战役并没有被视为整齐分开的作战区域，而是一个巨大、连续的战区的一部分。
意大利王国的目标是建立一个新罗马帝国，而盟军的目标是维持现状。意大利于1940年6月10日参战，入侵法国并轰炸马耳他，马耳他被围困两年多。意大利军队随后入侵希腊，但直到德军介入，希腊和南斯拉夫才被占领。盟军和轴心国军队在北非进行了反复的战斗，而轴心国对中东的干预导致战斗蔓延到巴勒斯坦和伊拉克。德军对早期的胜利充满信心，计划攻占中东，以期可能袭击苏联南部边境。1943年5月，马格里布、埃及和突尼斯的毁灭性损失阻止了轴心国对北非的干涉。盟军随后入侵意大利，导致英国授权停战，希腊内战爆发。与同盟国结盟的意大利王国和北部意大利社会共和国之间开始了一场旷日持久的意大利内战，直到1945年5月2日卡塞塔投降协定。
地中海和中东战区是第二次世界大战中持续时间最长的地区，摧毁了意大利殖民帝国，严重削弱了德国，导致德军被部署到非洲和意大利，德国的总损失（包括最终投降时被俘的师）超过200万。意大利损失约17.7万人，在各种战役中又有几十万人被俘。英国的损失总计超过300000人死亡、受伤或被俘，而美国在该地区的总损失达130000人。

## 背景

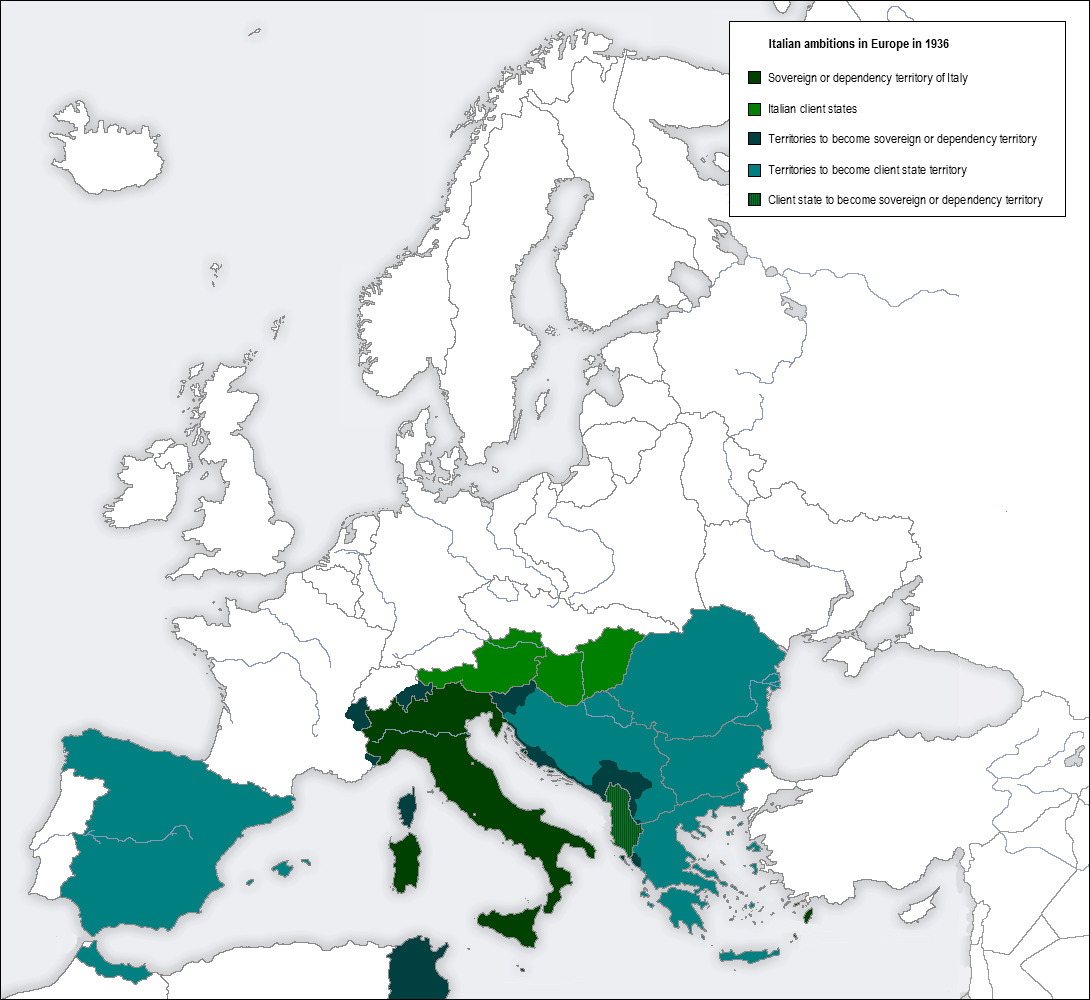
1936年法西斯意大利在欧洲的野心

### 意大利
20世纪20年代末，贝尼托·墨索里尼声称，意大利需要为其“人口过多”找到一个出路，帮助意大利扩张并符合其它国家的最佳利益。法西斯意大利对阿尔巴尼亚、达尔马提亚、斯洛文尼亚、克罗地亚、波斯尼亚和黑塞哥维那、马其顿和希腊的大部分地区都有企图，这些地区曾是罗马帝国的一部分。意大利还寻求与奥地利、匈牙利、罗马尼亚和保加利亚建立保护国。隐蔽的动机是意大利成为地中海主导力量的原因，有能力挑战法国或英国，并进入大西洋和印度洋。
1938年11月30日，墨索里尼在法西斯大委员会发表讲话，目标是占领阿尔巴尼亚、突尼斯、科西嘉岛、瑞士提契诺州和“瓦尔河以东的法国领土”。墨索里尼声称，意大利要求无争议地进入海洋和航道，以确保国家主权。意大利是“地中海的囚徒”，必须打破英国和法国的控制链。科西嘉岛、塞浦路斯、直布罗陀、马耳他、苏伊士和突尼斯需要被占领，埃及、法国、希腊、土耳其和英国必须接受挑战。通过武装征服，北非和东非的殖民地将被连接起来，这个“监狱”将被摧毁。意大利将能够“通过苏丹和埃塞俄比亚进军印度洋，或通过法属北非进军大西洋”。1935年10月2日，第二次意大利-埃塞俄比亚战争爆发，意大利军队入侵埃塞俄比亚。
墨索里尼称赞这次征服是原料的新来源和移民的新地点，并推测可以在那里组建一支本土军队来“帮助征服苏丹”。“埃塞俄比亚战役结束后，意大利开始干涉西班牙内战”。1939年4月7日，意大利入侵阿尔巴尼亚，并在两天内占领了该国。1939年5月，意大利在《钢铁条约》中正式与纳粹德国结盟。
意大利的外交政策在法西斯时期经历了两个阶段。1934年至1935年，墨索里尼一直遵循“温和……负责任”的路线，在那之后，“活动和侵略不断”。“在意大利入侵埃塞俄比亚之前，墨索里尼与法国达成了军事协议，并与英国和法国组成了联盟，以防止德国侵略欧洲。”埃塞俄比亚战争“暴露了墨索里尼的弱点，并创造了机会来实现他的帝国愿景”。

### 英国

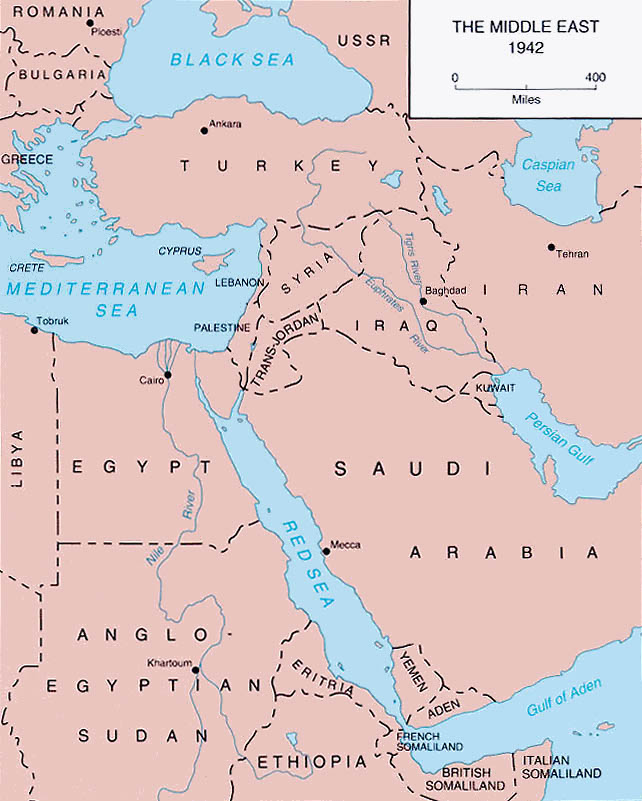
中东司令部

在1937年的尼翁会议上，意大利和英国“不希望修改或看到修改地中海地区任何国家的主权，并同意阻止任何可能损害相互关系的活动。”意大利的外交和军事行动并不认可这一协议。意大利入侵埃塞俄比亚后，北非的英国和意大利军队得到了增援。由于意大利的行动，1937年7月，英国决定“意大利现在不能被视为可靠的朋友”，并开始准备“更新地中海和红海港口的防御”。1938年，埃及成立了一个薄弱的装甲师，英国进一步派遣了陆军和空军增援部队。
随着欧洲紧张局势的加剧，1939年6月，英国在开罗成立了中东司令部（MEC），为地中海和中东战区的英军提供统一指挥。英军的所有三个分支都被赋予了保卫该地区的同等责任。MEC的范围包括亚丁、英属索马里兰、塞浦路斯、埃及、厄立特里亚、埃塞俄比亚、肯尼亚、希腊、利比亚、巴勒斯坦、伊拉克、苏丹、坦桑尼亚、外约旦、乌干达和波斯湾沿岸。如有必要，指挥权将延伸至高加索和印度洋。该司令部的目的是成为“印度的西部防御堡垒”，保持英国对印度和远东的供应线畅通，并使中东油田不落入轴心国之手。
在MEC成立后，它被命令与法国驻中东和非洲的军队协调，并与土耳其总参谋部和可能的希腊总参谋部联络。1939年10月19日，英国、法国和土耳其签署了《互助条约》，英国军队被授权开始与土耳其总参谋部进行讨论；1940年3月，又举行了一次会议。在意大利占领阿尔巴尼亚一周内，法国和英国“宣布，如果希腊和罗马尼亚的独立受到威胁，如果希腊政府或罗马尼亚政府认为抵抗至关重要，他们将尽其所能提供帮助。”
驻中东英军被命令避免挑衅。波兰战败后，轴心国从巴尔干半岛在中东和东地中海对英国发动进攻的威胁增加。1939年末，假设英国很快与意大利开战，于是开始计划在利比亚发动袭击，以占领巴蒂亚和贾阿布，并在埃及开始准备，以容纳更大的部队。加强伊拉克军队的准备工作已经完成，巴勒斯坦安全部队将减少到最低限度。驻东非英军将研究击败意大利军队和支持当地起义，所有行动都是为了支持盟军计划从法属索马里发动的主要攻势。驻苏丹部队还被要求考虑对利比亚南部的库夫拉采取行动。

## 初期军事行动

战争期间的法国；被德国占领和吞并的区域为红色，意大利占领区为黄色和条纹蓝色，“自由区”为蓝色。

1940年6月10日，意大利对法国和英国宣战，第二天英国对意大利宣战。意大利、法国和英国海军开始了地中海的敌对行动。随着6月11日意大利的第一次空袭，围攻马耳他的战争很快开始。在利比亚沙漠，英国皇家空军袭击了利比亚境内的意大利军队阵地。6月11日，西部沙漠战役开始，英国发动了小规模袭击，并在利比亚-埃及边境进行巡逻。6月17日，卡普佐堡被占领。6月20日，就在法国战役结束前，意大利入侵法国。六月，意大利对东非发动空袭，地面战斗直到七月才开始。
6月22日，法国与德国在签署了第二次贡比涅停战协定，6月24日，法意签署停战条约。意大利获得了法国50公里的非军事区。意大利占领了法国832平方公里的土地。1940年7月3日，英国皇家海军在北非港口袭击了法国舰队，此前该舰队拒绝驶往英国或法属安的列斯，并拒绝遣散，这是阻止法国舰队落入德国或意大利手中的一部分。
当意大利加入战争，没有计划入侵埃及，而法国仍然能够抵抗。当法国投降时，墨索里尼指示将军们准备进攻。8月10日，他指示意大利随时准备与德国同时入侵英国。虽然将军们认为他们没有做好准备，但被命令在没有任何实际目标的情况下向前推进。
9月9日，意大利空军准备轰炸入侵埃及。四天后，意大利步兵向西迪巴拉尼发动进攻，然后在英军主要阵地以西130公里的馬特魯港进行防御。在东非，经过一些最初的进攻行动，英属索马里兰战役于8月份开始并吞并了殖民地。在越过阿尔巴尼亚边境后，意大利军队于10月28日入侵希腊，开始了希意战争。希腊军队击退了意大利的进攻，并于11月14日开始反攻，将意大利军队逼回阿尔巴尼亚。
英国皇家海军在11月12日至13日的塔兰托战役中给意大利皇家海军造成了重大挫折。在集结了足够的兵力后，英军向埃及的意大利军队发起反攻。罗盘行动迫使意大利人离开埃及，并在1941年2月摧毁了意大利第10集团军。这次胜利之后，英军在北非采取了防御姿态，并在“光泽行动”中将大部分部队重新部署到希腊，留下一支小部队守卫着从罗盘行动中获得的领土。今年3月，库夫拉战役结束时，意大利失去了位于利比亚东南部的沙漠绿洲库夫拉。库夫拉是连接意大利东部和北非的重要纽带。

## 轴心国初期胜利

第二次世界大战前的意大利及其殖民地显示为红色。1940年至1943年期间，粉红色地区被吞并（天津意租界未显示）

### 北非
在北非，意大利通过派遣装甲师和机动师来应对第十集团军的失败。德国在向日葵行動派遣德意志非洲軍支援意大利，任务是阻止盟军进一步将意大利驱逐出该地区。指挥官埃尔温·隆美尔抓住了对手的弱点，没有等到部队完全集结，就迅速发动了进攻。1941年3月至4月，隆美尔击败了英国军队，迫使英军撤退。
澳大利亚陆军第9步兵师撤退到要塞港口图卜鲁格，剩余的英国和英联邦军队向东撤退160公里到利比亚-埃及边境。轴心国的主力开始了托布魯克圍城戰，一小股德军向东推进，夺回了罗盘行动中所有被占领领土，并向埃及挺进。到四月底，索勒姆已经沦陷，重要的哈尔法亚关口被占领。

### 东非
在东非，英国于1941年2月对来自肯尼亚殖民地的意大利军队发动了反击。登陆随后在英属索马里和意属埃塞俄比亚进行。意大利总督阿梅迪奥王子 (奥斯塔公爵)在5月18日被迫投降，实际上结束了战役，允许埃塞俄比亚帝国在海尔·塞拉西一世的领导下重新建立。一些意大利驻军继续坚守，最后一批驻扎在贡德尔的意大利驻军于1942年11月投降。直到1943年10月，一小队意军依然在埃塞俄比亚发动游击战。

### 巴尔干

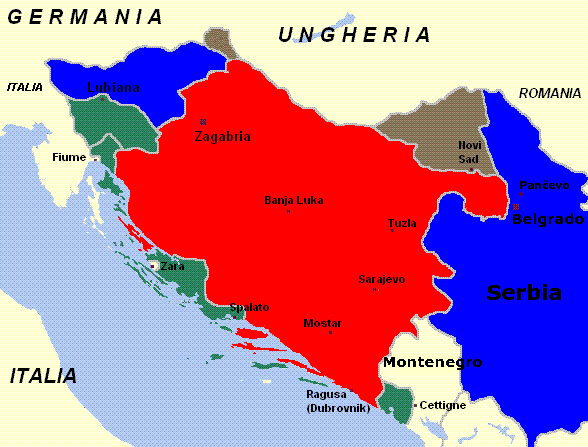
南斯拉夫被轴心国入侵后分裂。

在巴尔干半岛，希腊一直不愿意让英军驻扎该国，因为英国不能提供足够的力量来保证胜利。然而，在与阿尔巴尼亚境内的意大利军队的战争中，他们接受了英国皇家空军的援助。当德国有可能进攻希腊时，四个英国师从北非调来增援希腊军队。1941年3月，英军开始抵达，德军开始进入保加利亚，表明了德国入侵希腊的意图。
1941年4月，德国、意大利、匈牙利和保加利亚迅速对南斯拉夫展开了攻势。他们在11天内占领了南斯拉夫，将其瓜分并成立附庸国:克罗地亚独立国和塞爾維亞救國政府。1941年春，意大利建立了一个蒙特內哥羅軍政府，并吞并了达尔马提亚海岸的大部分地区。由共产党领导的游击队组织起义很快爆发，起义由约瑟普·布罗兹·铁托指挥。塞尔维亚准军事运动的保皇主义切特尼克既与占领军作战，又与他们合作反对共产党。游击队最终被盟军承认为唯一的抵抗运动。在苏联和西方同盟国的帮助下，共产主义游击队成为一支强大的战斗力量，成功解放了南斯拉夫。
1940年10月28日意大利入侵希腊后，希腊在英国空军和物资的支持下，击退了意大利最初的进攻，并于1941年3月发起反击。意大利入侵被称为“希意战争”。4月6日，德国开始入侵希腊，即“玛丽塔行动”，希腊军队的大部分都在希腊与阿尔巴尼亚的边境上，当时阿尔巴尼亚被意大利占领，意大利军队就是阿尔巴尼亚从进攻希腊。
德军从保加利亚入侵，开辟第二战场。希腊得到了来自英国、澳大利亚和新西兰军队的小规模增援，以应对德军进攻。希腊军队发现自己在对抗意大利和德国军队的努力中寡不敌众。结果，梅塔克萨斯防线没有得到足够的部队增援，很快就被德国占领，德国在阿尔巴尼亚边境从侧翼包抄了希腊部队，迫使他们投降。英国、澳大利亚和新西兰的军队不堪重负，被迫撤退。
在穿过南斯拉夫东南部之后，德军得以转向盟军侧翼，切断了希腊在该国东部的部队。在马其顿中部的希腊军队被英联邦军队孤立，英联邦军队试图稳定前线，德军随后落在希腊主力军队的后方，面对马其顿的意大利军队。由于希腊大部分军队在阿尔巴尼亚北部前线与意大利人交战，德军进入希腊变得更加容易。
希腊被迫投降，月底结束了抵抗。英军放弃了大部分装备，撤退到克里特岛。从5月20日起，尽管遭受重大伤亡，德军仍然使用空降部队攻击该岛，以确保空中桥头堡的安全。然后他们派遣了更多部队，并在6月1日之前占领了该岛的其余部分。随着克里特岛战役的胜利，德国已经占领了欧洲南翼，并把注意力转向了苏联。
希特勒后来将入侵苏联的失败归咎于墨索里尼征服希腊的失败。安德烈亚斯·希尔格鲁贝尔指责希特勒试图将国家战败的责任从自己身上转移到盟友意大利身上。然而，希腊战役对轴心国在北非战场的努力产生了严重的后果。武官林特伦强调，从德国的角度来看，没有占领马耳他是一个战略错误。

## 中东

### 伊拉克
当意大利加入战争时，伊拉克并没有像德国那样断绝外交关系。意大利驻巴格达使馆成为轴心国宣传反英情绪的中心，并得到了英国任命的耶路撒冷大穆夫提阿明·侯赛尼帮助。侯赛尼在战争爆发前不久脱离了英属巴勒斯坦的委任统治，后来在巴格达获得庇护。1941年1月，拉希德·阿里辞去伊拉克总理职务，塔哈·哈希米取而代之，伊拉克出现了政治危机，内战迫在眉睫。3月31日，伊拉克摄政王阿布杜勒·伊拉王子得知有人密谋逮捕他，于是逃离巴格达前往英国皇家空军哈巴尼亚基地，并从那里飞往巴士拉，在昆虫级炮艇上避难。

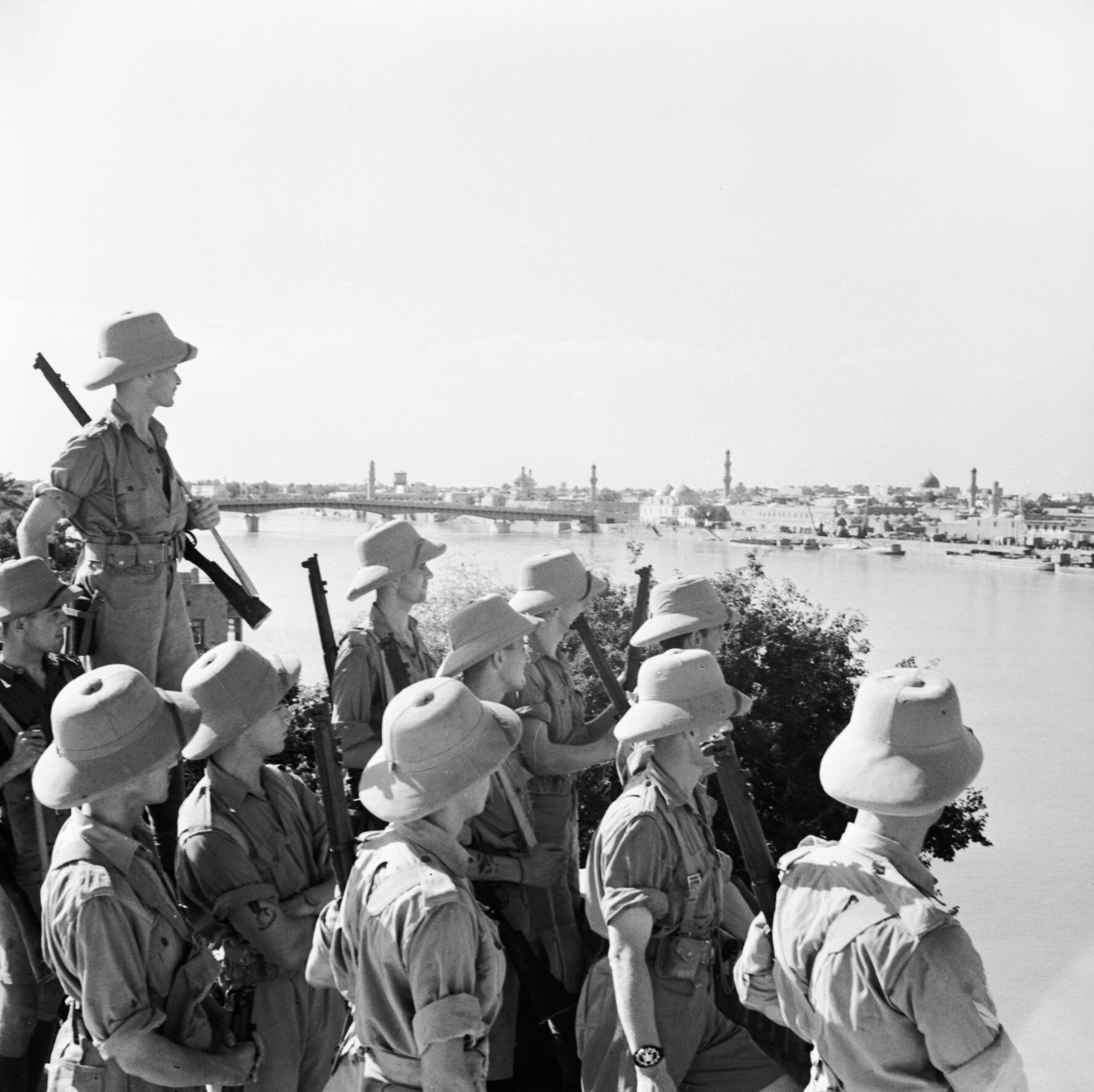
1941年6月11日，看着巴格达的英国士兵

4月1日，拉希德·阿里与四名高级军官通过政变夺取政权，拉希德·阿里宣布自己是“国防政府”的首领，黄金广场罢免了哈希米，恢复了拉希德·阿里的权力。阿里没有推翻君主制，而是任命国王费萨尔二世谢里夫·沙拉夫为新摄政王。“国防政府”的领导人开始逮捕许多亲英国公民和政治家，但许多人通过外约旦的安曼逃脱。新政权计划拒绝向英国作出进一步让步，与意大利保持外交联系并驱逐亲英政治家。新政府认为英国软弱无力，并认为英国将会与自己进行谈判，而不论其合法性。4月17日，拉希德·阿里代表“国防政府”请求德国在与英国开战时提供军事援助。阿里试图限制英国-伊拉克同盟条约第5条所保障的英国权利，当时他坚持要求新抵达的英国军队迅速通过伊拉克运往巴勒斯坦。
在政变之前，拉希德·阿里的支持者被告知，德国将承认伊拉克从英国独立。还讨论了为支持伊拉克和与英国作战的其它阿拉伯派别提供军事援助。5月3日，德国外交部长约阿希姆·冯·里宾特洛甫说服阿道夫·希特勒秘密将弗里茨·格罗巴博士送回伊拉克，并率领外交使团支持拉希德·阿里政权，但英国很快通过截获的意大利外交情报获悉了德国的安排。5月6日，根据《巴黎议定书》，德国与维希法国达成协议，从叙利亚的法国托管地的库存中释放包括飞机在内的战争物资，并将其运往伊拉克。法国还同意允许其它武器和物资通行，并将叙利亚北部的几个空军基地借给德国，将德国飞机运往伊拉克。从5月9日到月底，大约100架德国和20架意大利飞机降落在叙利亚机场。
4月30日，伊拉克军队包围了英国皇家空军基地，该基地没有作战飞机，但皇家空军将训练员转为一个步兵营。德国和意大利空军支援了伊拉克军队，英国的增援部队从约旦和印度被派往伊拉克。规模较大但训练不足的伊拉克军队被击败，巴格达和摩苏尔被占领。阿里和他的支持者逃离伊拉克，签署了停战协议，恢复了伊拉克王国费萨尔二世和亲英政府的君主制。叛乱失败后，德国和意大利试图在伊拉克巩固轴心国地位的努力失败，英国与维希法国的关系恶化，最终演变成叙利亚-黎巴嫩战役。

### 出口行动

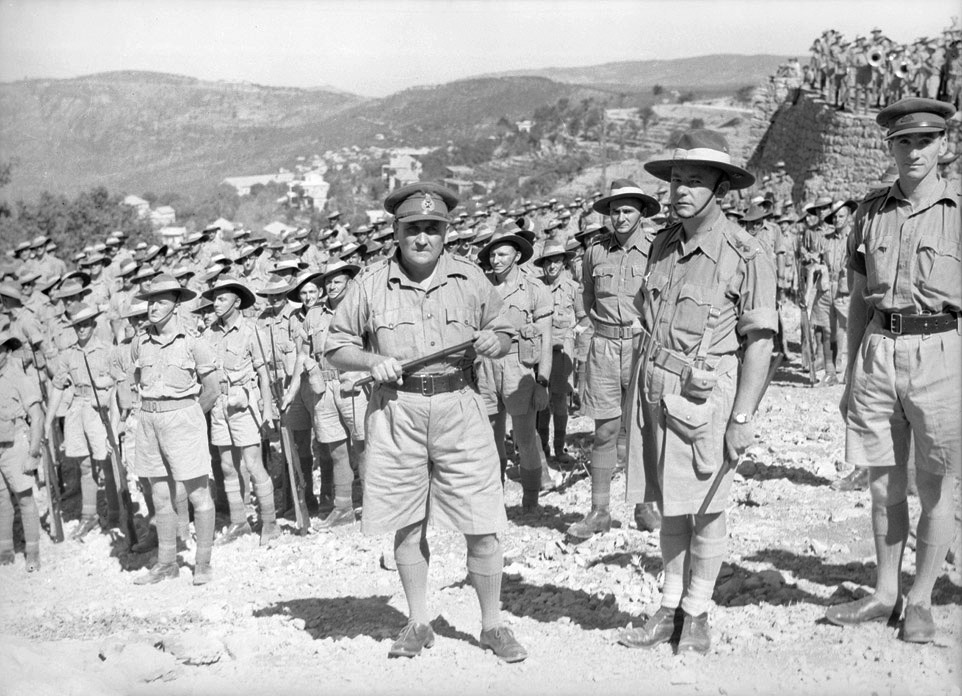
澳大利亚驻黎巴嫩部队，1941年

在出口行动中，澳大利亚、自由法国、英国和印度军队于1941年6月8日从南部的巴勒斯坦入侵叙利亚和黎巴嫩。法国维希政府展开防御，但盟军的装备和数量压倒了法国守军。6月底和7月初，伊拉克军队从伊拉克向叙利亚北部和中部发动了更多的袭击。到7月8日，叙利亚东北部已被占领，伊拉克军队沿幼发拉底河向阿勒颇挺进，阿勒颇是维希法国军队的后方，保卫贝鲁特不被进攻。停战谈判于7月11日开始，7月14日签署。

### 伊朗
德国入侵苏联后不久，盟军向苏联提供的物资通过北角 (挪威)运往摩尔曼斯克和阿尔汉格尔斯克，但船只数量有限，护航船队容易受到德国空袭和潜艇的攻击。供应物资也通过悬挂苏联国旗的船只从美国太平洋港口运往符拉迪沃斯托克，盟军希望通过伊朗开辟另一条供应路线。虽然政府保持中立，但盟国普遍认为沙阿亲德。在伊朗国王拒绝开放伊朗作为苏联战争物资的补给线之后，盟国于1941年8月入侵并占领了伊朗。沙阿曾敦促他的军队不要抵抗入侵但被罢免，他年幼的儿子穆罕默德-礼萨·巴列维被推上王位，成为盟军控制的傀儡政府首脑。伊朗的油田得到了保护，建立了苏联的物资供应线并维持到战争结束。

### 巴勒斯坦
阿特拉斯行动由德国武装党卫队的一个特别突击队执行，于1944年10月进行。5名士兵，其中3人以前是英属巴勒斯坦托管地的坦普勒教派成员，2名巴勒斯坦阿拉伯人是耶路撒冷大穆夫提阿明·侯赛尼的密切合作者。阿特拉斯的目标是在英属巴勒斯坦托管地建立一个情报收集基地，向德国发送情报，并用黄金收买反英巴勒斯坦人，招募并向他们提供武器。最终计划失败，行动没有取得任何有意义的成果。三人在登陆几天后被外约旦边防部队逮捕。一名德军指挥官于1946年被俘，另一名指挥官哈桑·萨拉马成功逃脱。

### 猛犸行动
1943年，一小队德国特工空降到伊拉克库尔德斯坦，目的是秘密破坏基尔库克油田，并在当地库尔德人的帮助下建立一个反英基地，库尔德人正在寻求建立一个独立的库尔德斯坦。纳粹突击队在距目标300公里的地方登陆，但丢失了武器。他们很快被英国逮捕，并被视为间谍面临死刑，但他们在二战结束几年后被释放。戈特弗里德·穆勒是一名德军空降兵，他后来写了一本书并出版，描述了他在库尔德斯坦的经历，书名为《燃烧的东方》 ，1959年在德国出版。

## 直布罗陀和马耳他

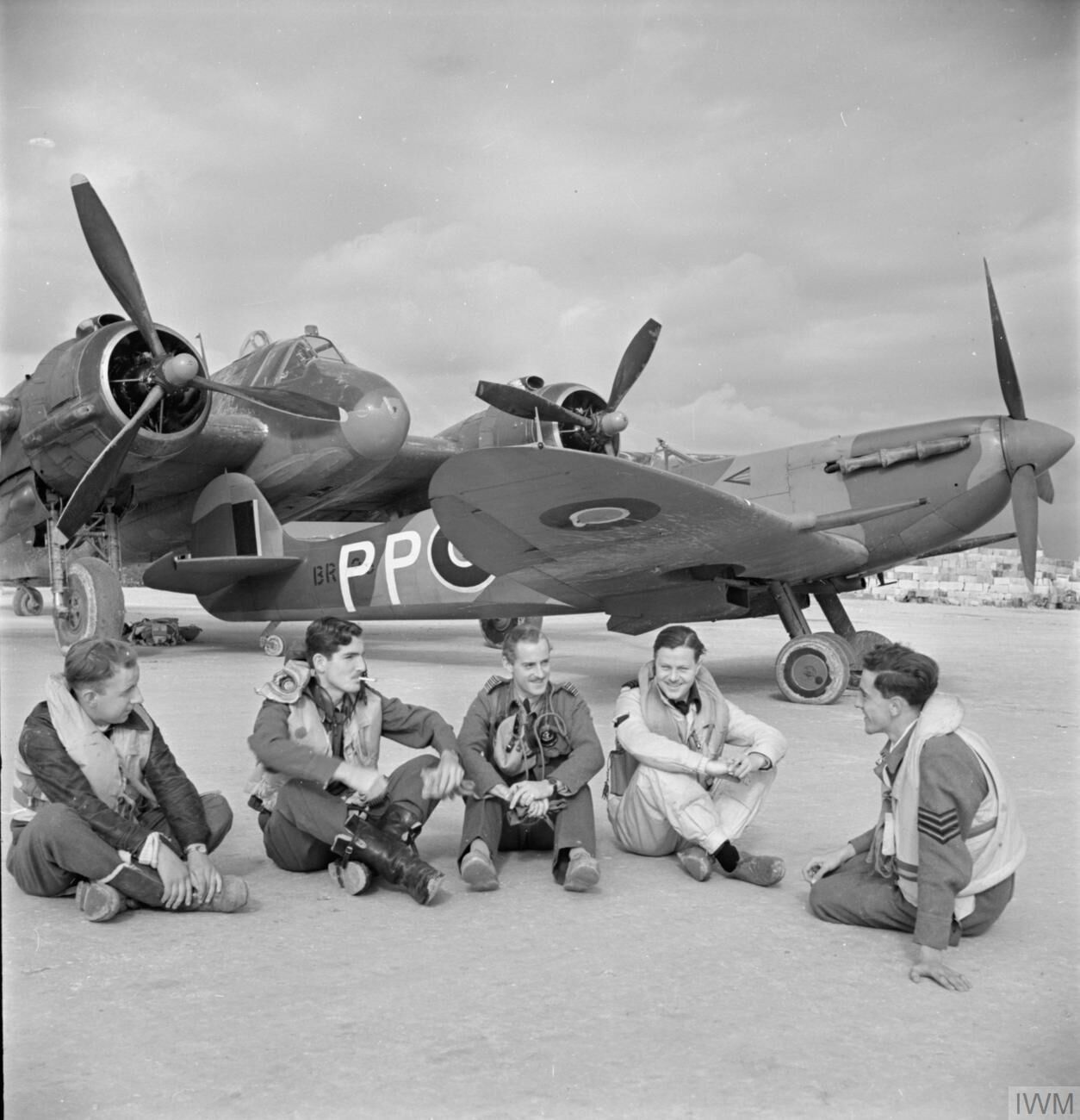
1943年1月，五名驻扎在马耳他的英国皇家空军飞行员坐在一架英雄战斗机和一架喷火式战斗机前

直布罗陀是地中海的入口，自18世纪以来一直是英国的堡垒。该领土提供了一个防御严密的港口，船只可以经过这里在大西洋和地中海航行。H部队（海军中将詹姆斯·萨默维尔）驻扎在直布罗陀，其任务是保持海上优势，并为往返马耳他的船队提供护航。马耳他距离西西里岛97公里，是意大利军队的首批目标之一，马耳他的防空系统由六架过时的格鬥士戰鬥機组成。在意大利第一次空袭后，马耳他依然可以防御，7月初，角斗士队得到了12架飓风战斗机的增援。
1941年9月，纳粹德国海军在希腊萨拉米斯岛的一个基地建立了第23艘U型潜艇Flotilla号，开始在地中海作战。这支船队将在马耳他和托布鲁克对抗英国向盟军提供补给的车队。12月7日，第23舰队的控制权从克内维尔移交给意大利南方总司令阿爾貝特·凱塞林元帅。随着更多的U型潜艇被派往地中海，德国海军在意大利北部的波拉和拉斯佩齐亚建立了更多的基地。
轰炸和海军封锁导致粮食和商品短缺，并对居民实行定量配给。纳粹德国空军在地中海的增援部队加入了轰炸，但在1942年初的一段时间，英军共交付了61架喷火战斗机，这大大改善了防御形势，但食物、弹药和燃料仍然短缺。轰炸间歇期的补给使马耳他得以保留，但许多船只受损严重无法离开。该岛的防御确保了盟军在控制地中海的战斗中占据优势，随着驻军从激烈的轰炸中恢复过来，飞机、潜艇和轻型水面舰艇恢复了对轴心国补给舰的攻击，导致轴心国驻利比亚部队的燃料和补给短缺。

## 盟军反攻

### 北非

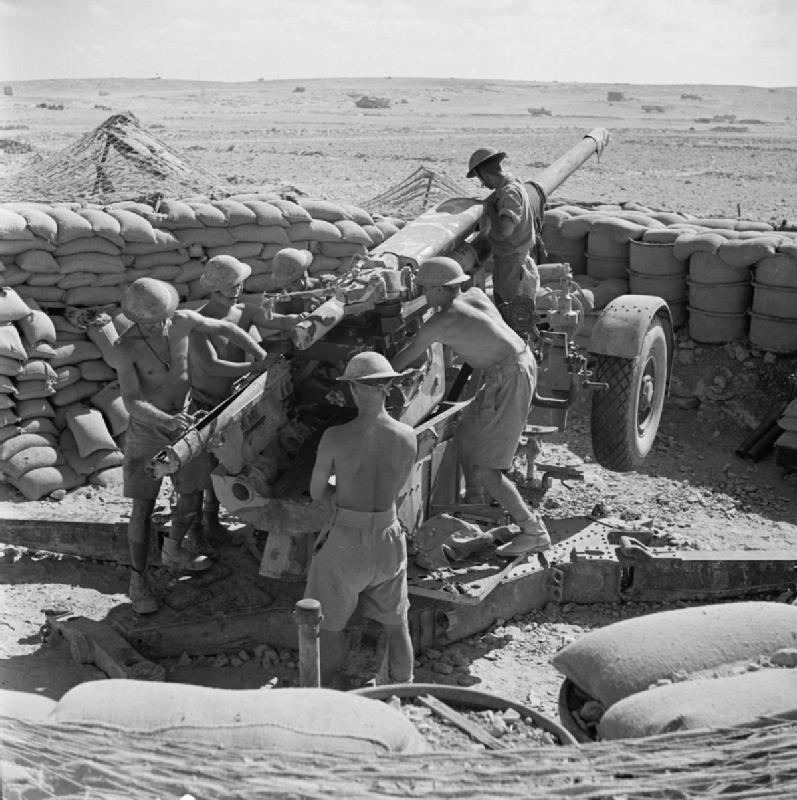
1941年8月19日，英国炮手在图卜鲁格附近清洗一门3.7英寸的高射炮

1941年，英国发动了几次攻势，击退了北非的轴心国军队。简短行动和战斧行动都失败了，但第三次更大规模的十字军行动在年底发起。从1941年12月到1942年初，盟军将意大利和德国军队推回至利比亚，大致达到了指南针行动的推进范围。德军利用盟军阵地进行反击，将盟军击退到托布鲁克以西的加扎拉。轴心国军队率先出击，并在加查拉戰役中大败盟军。溃败的盟军撤退到埃及，并在阿拉曼稳住了阵线。
第一次阿拉曼战役阻止了轴心国向埃及推进，英军于10月发起进攻。第二次阿拉曼战役是北非战场的转折点。它结束了轴心国对埃及、苏伊士运河、中东和波斯油田的威胁。当第八军团向西推进穿过沙漠，占领利比亚时，德军占领了法国南部，并在突尼斯登陆。11月8日，盟军发起了火炬行动，在法属北非登陆。1942年12月，经过英国101天的封锁，法属索马里兰落入盟军手中。

### 美国介入

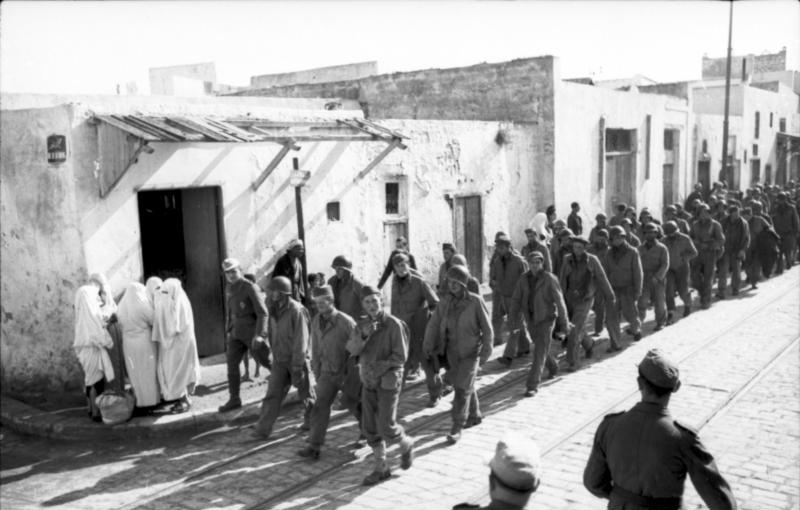
在凯赛林隘口战役中被俘的美军在突尼斯村庄里游行

1941年12月7日日本袭击珍珠港后，美国加入了战争。1942年11月8日，美军在北非参与了火炬行动，行动“将地中海从英国转变为盟军战区”，“事实证明，在地中海的军事行动远比预期成功。”
盟军被置于參戰盟軍司令部最高指挥官德怀特·艾森豪威尔将军的指挥下。在突尼斯战役中，轴心国军队被盟军包围，但轴心国军队通过防御行动，特别是凱賽林隘口戰役和马雷斯线战役的临时防御成功推迟了盟军前进。在粉碎轴心国军队在马雷斯线上的防御后，盟军将轴心国军队挤到突尼斯周围的一个口袋。非洲战场于1943年5月13日结束，24万轴心国军队无条件投降，成为战俘。

## 南欧

### 意大利战役和意大利内战

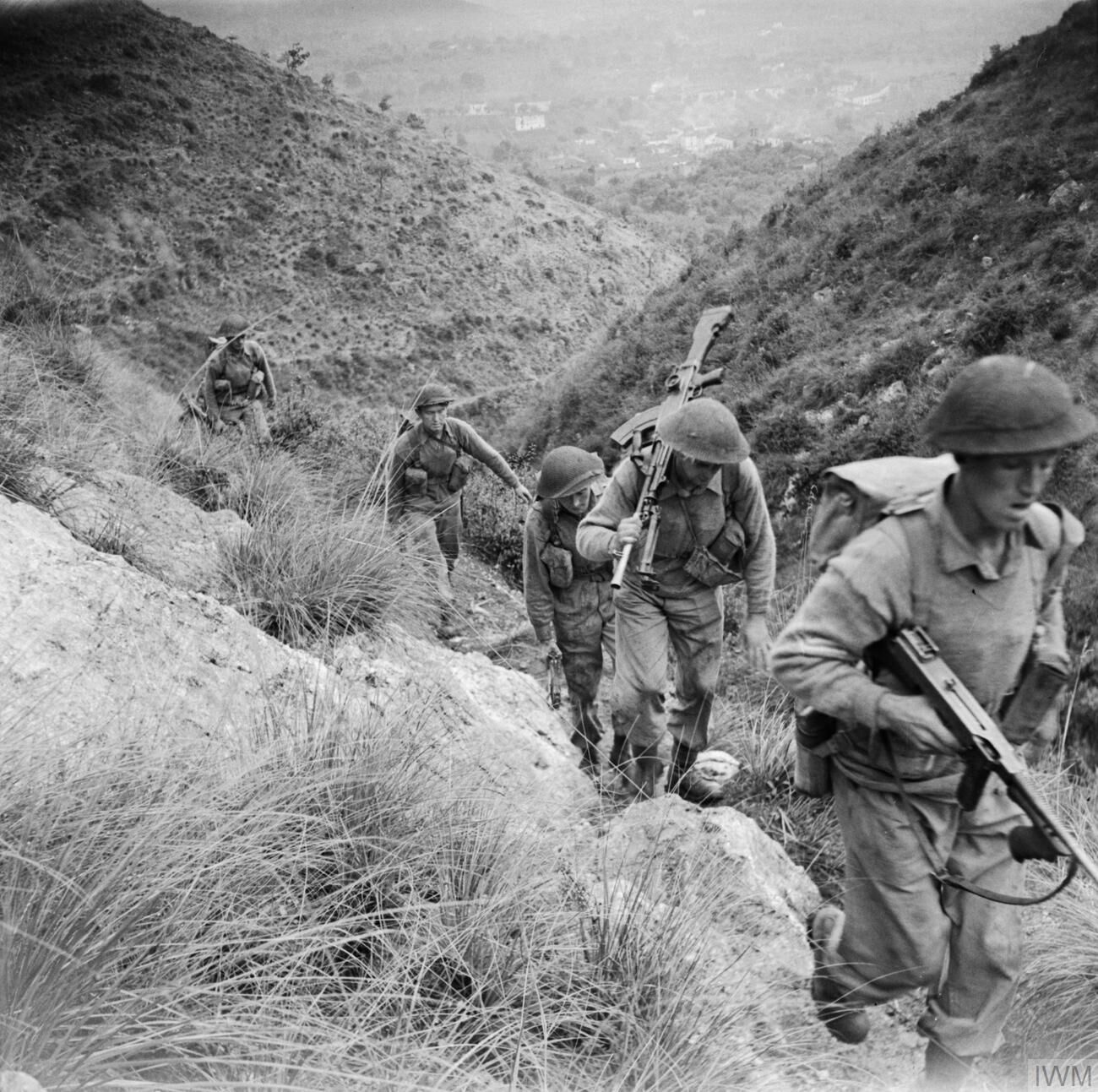
第10营皇家伯克郡团，隶属于英国56师168旅，在入侵意大利后攀登卡尔维里索尔塔

北非盟军胜利后，于1943年7月10日入侵意大利西西里岛，使用两栖战和空降登陆。德军无法阻止盟军对西西里岛的占领，但在盟军进入梅西纳之前，德军撤离了大部分军队。1943年7月25日，意大利新政府废黜了墨索里尼，随后墨索里尼被逮捕。新政府宣布继续战争，但与同盟国开始了秘密谈判。
入侵意大利始于1943年9月3日，英国第八军团在“贝敦行动”登陆意大利。意大利政府当天签署投降书，并相信他们将有时间为德国可能的军事干预做准备。盟军于9月8日宣布卡西比爾停戰協定，德军实施了占领意大利半岛的计划。9月9日，美國和英国第五军团在“雪崩行动”中于萨莱诺登陆，更多的英国空降部队在“打闹行动”中在塔兰托登陆。从西西里岛撤退出来的德军重新集结应对盟军进攻，同时更多的德军进入罗马，占领意大利中部和北部，并解除意大利军队的武装。
德国无法阻止意大利舰队驶往马耳他，罗马战舰于9月9日被德国空军击沉。在欧洲南部和地中海的被占领地区，德军迅速解除了意大利军队的武装，并镇压了南斯拉夫、法国南部和希腊的任何抵抗运动。9月16日，由奥托·斯科尔兹内率领的一支德国空降部队从关押墨索里尼的山区度假胜地营救了他。随后，以墨索里尼为首的傀儡政府在意大利北部成立意大利社会共和国，作为前法西斯政府的继承国。
意大利联合交战陆军为了与墨索里尼及其德国傀儡政府作战而建立的，并肩作战的还有意大利抵抗运动，而其他意大利军队则继续在国家共和军中与德军并肩作战，这一时期被称为意大利内战。尽管挪威、荷兰和法国等欧洲国家也有纳粹德国扶持的傀儡政府，但国家内部武装对抗在意大利最为激烈。1965年，法西斯政治家和历史学家乔治·皮萨诺在他的著作中首次使用了“内战”的定义，而克劳迪奥·帕沃内的著作《内战》则首次使用了“内战”的定义。1991年出版的《关于抵抗的道德的历史论文》使得“意大利内战”一词被意大利和国际史学界更频繁地使用。
由于意大利战役仍在继续，崎岖的地形阻碍了军队行动，所以盟军在战争最后一年继续向北推进。1943年底，德国准备的防线——冬季防线(部分被称为古斯塔夫防线)是盟军的主要障碍。鹅卵石行动的目标是在防线后面的安齐奥进行两栖攻击，但没有达到预期效果。1944年春，卡西諾山戰役的正面进攻最终突破了防线，罗马于6月被攻占。
随着意大利的沦陷，诺曼底登陆(1944年6月6日)在西线开始了霸王行动，苏联红军在东线取得了胜利，意大利战役对双方来说变得次要。直到1945年的葡萄彈行動，罗马北部的哥德防线才被打破。从1944年到战争结束，意大利阵线由多国盟军组成，包括美国人(包括种族隔离的非洲人和日裔美国人)、巴西人、英国人、加拿大人、捷克人、法国人、希腊人、反法西斯的意大利人、新西兰第二师、波兰人、南非人和罗得西亚人，以及大英帝国和法兰西帝国的成员，包括阿尔及利亚第三步兵师、廓尔喀人、印第安人、摩洛哥人和英属巴勒斯坦托管地。5月1日，党卫军卡尔·沃尔夫将军和德国第10军的总司令海因里希·馮·菲廷霍夫将军在日出行动(与盟军进行了长时间的秘密谈判)后，于1945年5月2日命令驻意大利德军向盟军无条件投降。

### 多德卡尼斯群岛战役

在第二次世界大战期间，巴西远征军在意大利庆祝巴西独立日，1944年9月

1943年9月初意大利投降后，轴心国和同盟国开始抢占意大利多德卡尼斯群岛。群岛主要岛屿很快被德军占领了，但英军在九月中旬就在大多数岛屿上建立了驻军。但德国的空中优势、战术能力以及盟军增援部队的缺失，使盟军的努力付之东流。包括伞兵和勃兰登堡部队在内的德军发动了一场反攻，在10月初的两天内攻占了科斯岛。马斯切尔巴上将指挥的意大利部队对莱罗斯岛发动了为期50天的大规模空袭，他们在英国支援部队登陆之前抵抗了德军的空袭，英国支援部队于11月12日在海上和空中登陆，四天后投降。其余英国驻军随后被疏散到中东。

### 入侵法国南部
1944年8月15日，为了协助盟军在诺曼底的行动，盟军发动了龙骑兵行动——入侵土伦和戛纳之间的法国南部。盟军迅速冲出滩头阵地，向北部和东部分散，与正在冲出诺曼底滩头阵地的美国第十二集团军汇合。9月初，盟軍遠征部隊最高司令部从AFHQ转移到SHAEF，美国第六军团从地中海战区转移到欧洲战区，成为西线三个盟军集团之一。

## 战后冲突

### 里斯
1945年5月1日，南斯拉夫第四军和斯洛文尼亚第九军团占领了城市里斯。德军向盟军投降，盟军于第二天进入该市。几天后，南斯拉夫人被迫离开该城市。

### 希腊
1944年10月，随着德国的撤离，盟军被派往希腊。盟军在希腊遭到了民族解放阵线 (希腊)——希腊人民解放军等希臘抵抗運動的袭击，导致了1944年12月雅典冲突，标志着希腊内战的开始。

### 叙利亚
在叙利亚，随着法国持续占领黎凡特，至1945年5月，全国性的抗议正在蔓延。法军随后试图镇压抗议，但由于担心严重伤亡，丘吉尔对法国的镇压表示反对。被戴高乐驳回后，他命令驻扎在约旦的英军进入叙利亚，并且在必要时向法军开火。一场危机开始了，英军随后到达了叙利亚首都大马士革，而法军则被监视和限制在军营里。随着政治压力的增加，法军下令停火并于第二年从叙利亚撤军。

### 巴勒斯坦
巴勒斯坦的英国殖民统治面临着阿拉伯人和犹太人之间的跨种族暴力。随着第二次世界大战的结束和联合国分治计划，一场涉及巴勒斯坦人和犹太人的内战爆发了，即1947-1948年巴勒斯坦託管地內戰，内战一直持续到1948年5月英国撤离，随后导致了邻国的介入并引发了1948年阿拉伯-以色列戰爭。